# Pouilly-lès-Feurs
Pouilly-lès-Feurs ist eine französische Gemeinde mit 1.197 Einwohnern (Stand: 1. Januar 2022) im Département Loire in der Region Auvergne-Rhône-Alpes. Sie gehört zum Arrondissement Montbrison und zum Kanton Feurs.

## Geografie
Pouilly-lès-Feurs liegt etwa 33 Kilometer nordnordöstlich von Saint-Étienne in der historischen Provinz Forez. Umgeben wird Pouilly-lès-Feurs von den Nachbargemeinden Néronde im Norden, Bussières im Nordosten, Rozier-en-Donzy im Osten, Civens im Süden, Épercieux-Saint-Paul im Westen sowie Balbigny im Nordwesten.

## Bevölkerungsentwicklung
| Jahr                       | 1962 | 1968 | 1975 | 1982 | 1990 | 1999 | 2006 | 2017 |
| -------------------------- | ---- | ---- | ---- | ---- | ---- | ---- | ---- | ---- |
| Einwohner                  | 719  | 842  | 842  | 953  | 1021 | 989  | 1031 | 1239 |
| Quellen: Cassini und INSEE |      |      |      |      |      |      |      |      |

## Sehenswürdigkeiten

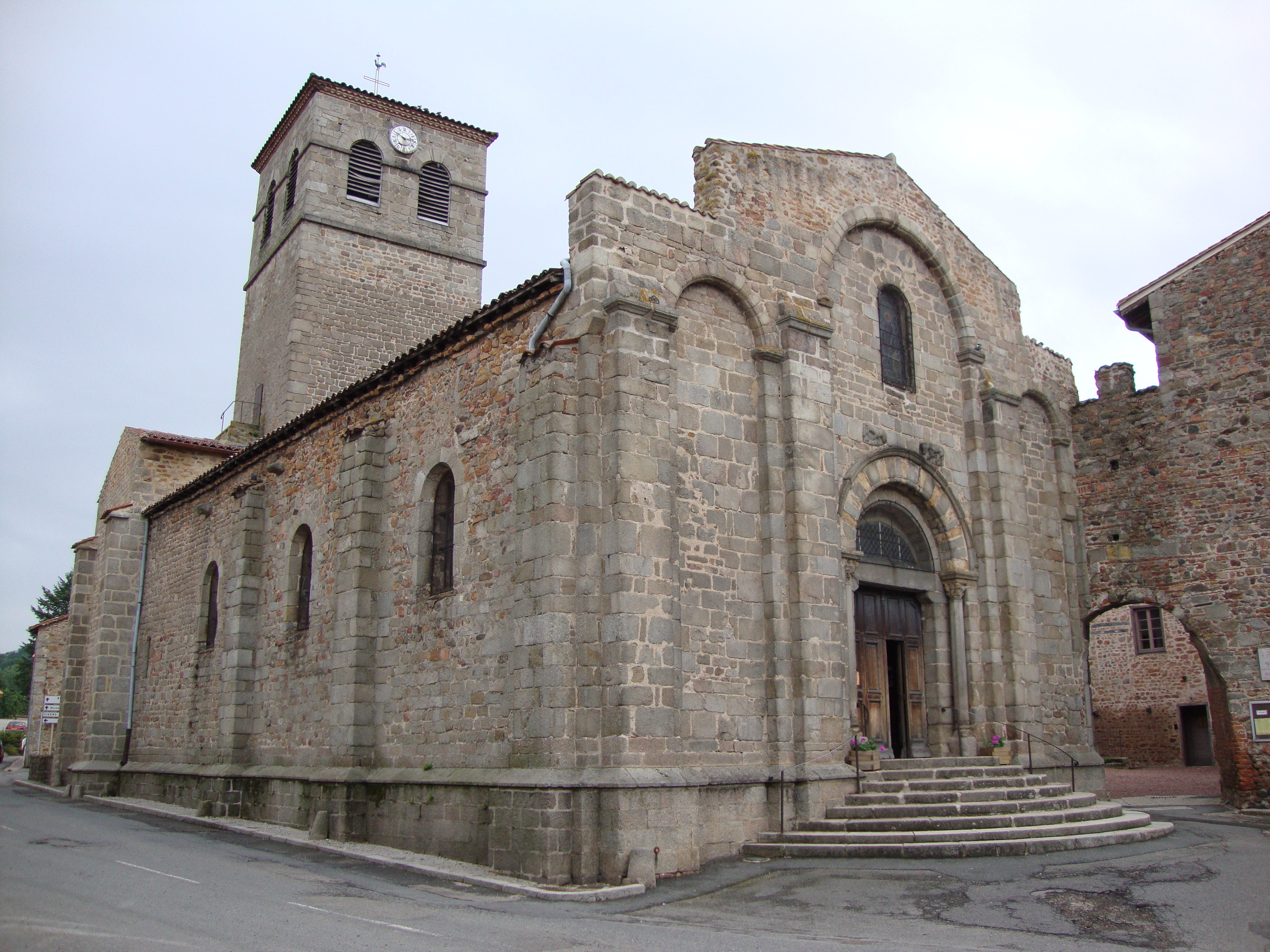
Kirche Saint-Pierre

- Kirche Saint-Pierre aus dem 11./12. Jahrhundert, frühere Priorei
- Kapelle Saint-Benoît
- Kapelle Les Odiberts
- Befestigungen aus dem 15. Jahrhundert
- Schloss Pravieux aus dem 16. Jahrhundert
- Schloss La Boérie aus dem 18. Jahrhundert
- Schloss Les Chassaings